# Paul Thompson
Paul Stanford Thompson (Smyrna, 25 maggio 1961) è un ex cestista statunitense, professionista nella NBA e in Europa.

## Carriera
Venne selezionato dai Cleveland Cavaliers al terzo giro del Draft NBA 1983 (50ª scelta assoluta).

## Palmarès
- Campionato olandese: 1

EBBC Den Bosch: 1988-89
- Liga catalana: 1

Barcellona: 1989
- Coppa di Israele: 1

Bnei Herzliya: 1994-95